# Bytom Odrzański (stacja kolejowa)
Bytom Odrzański – stacja kolejowa w Bytomiu Odrzańskim, w województwie lubuskim, w Polsce.

## Wymiana pasażerska
| Rok  | Wymiana pasażerska na dobę |
| ---- | -------------------------- |
| 2017 | 200-299                    |
| 2022 | 300-499                    |